# Niederländische Botschaft Maputo

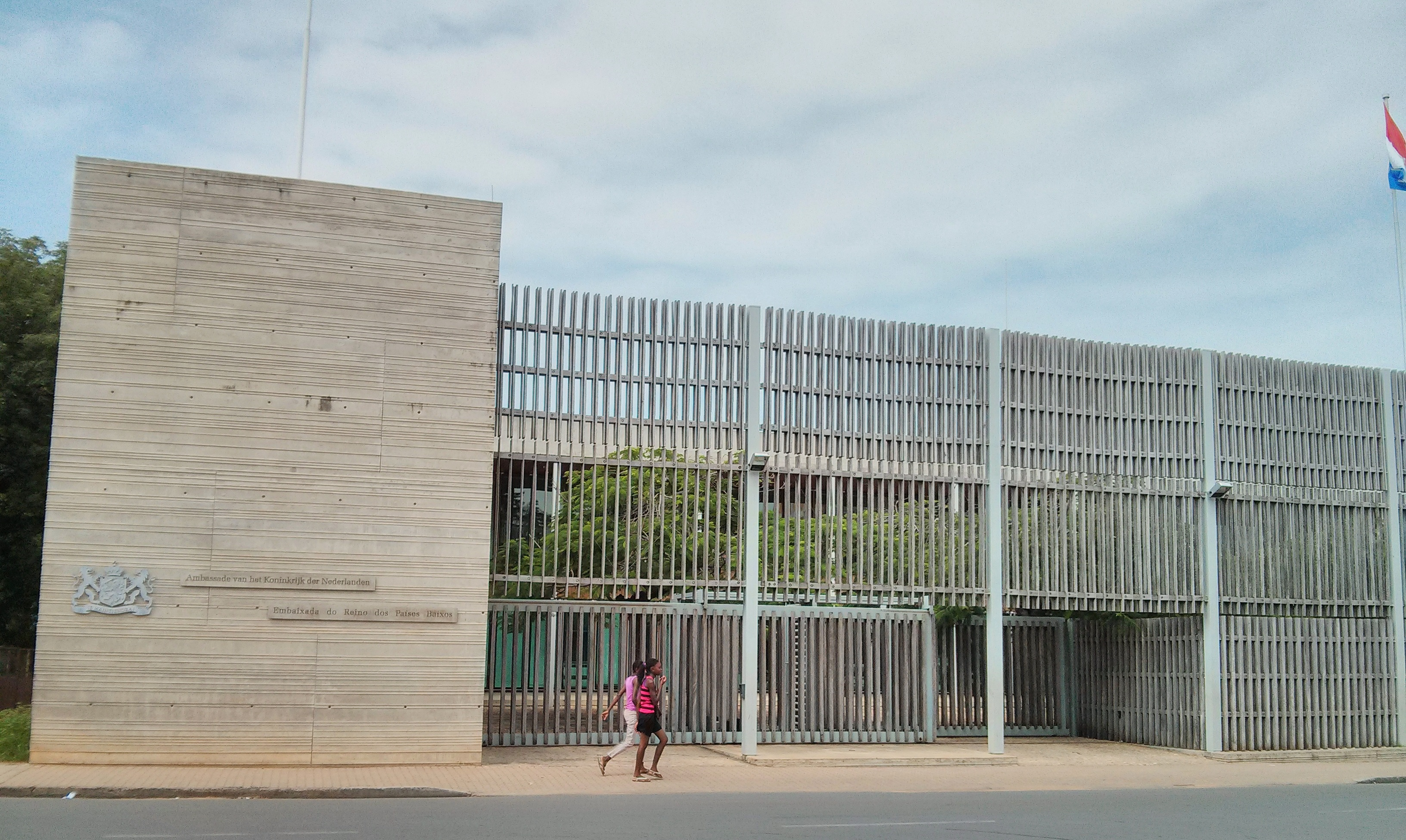
Eingang der Niederländischen Botschaft in Maputo

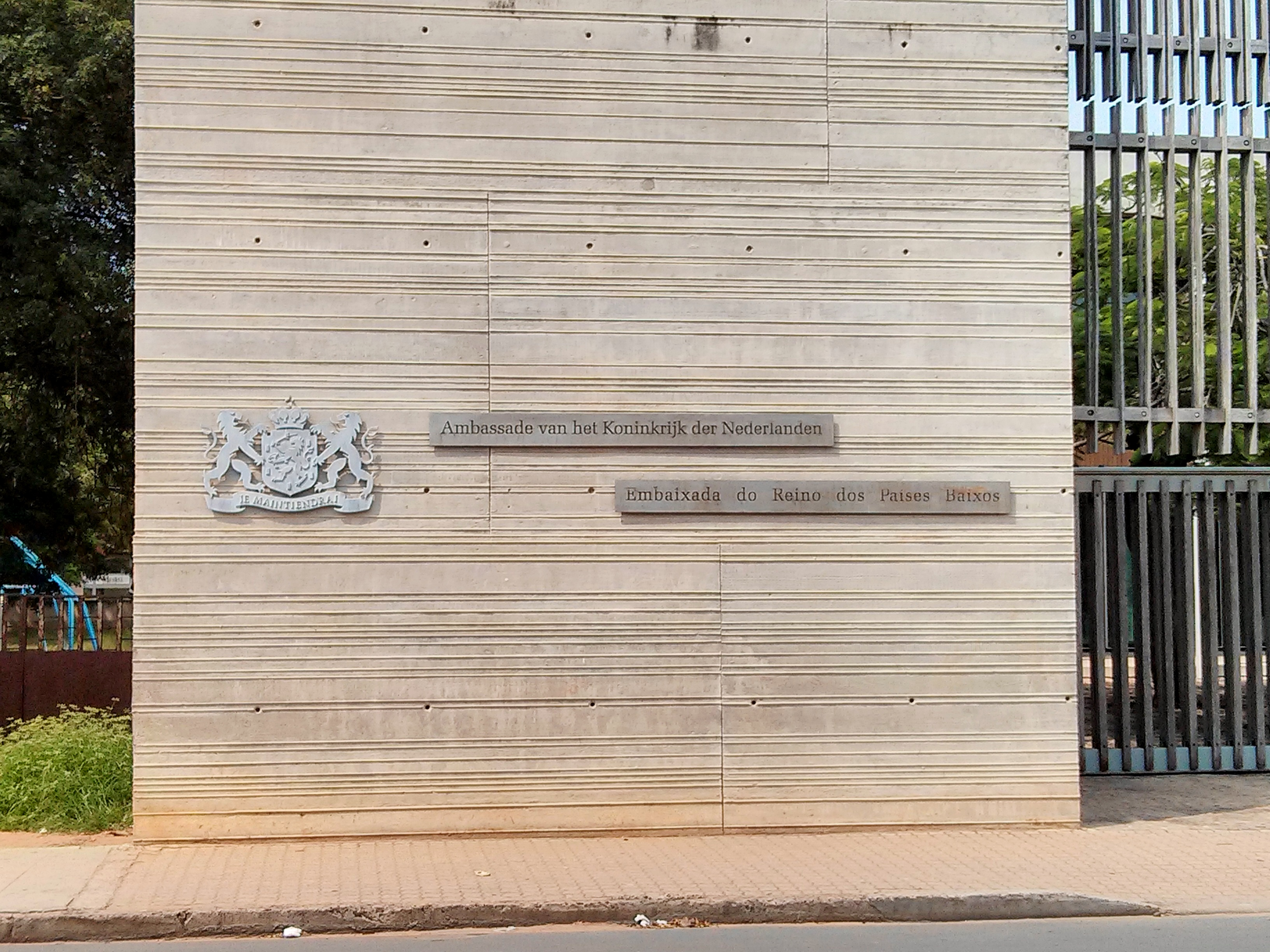
Namensschild der Botschaft

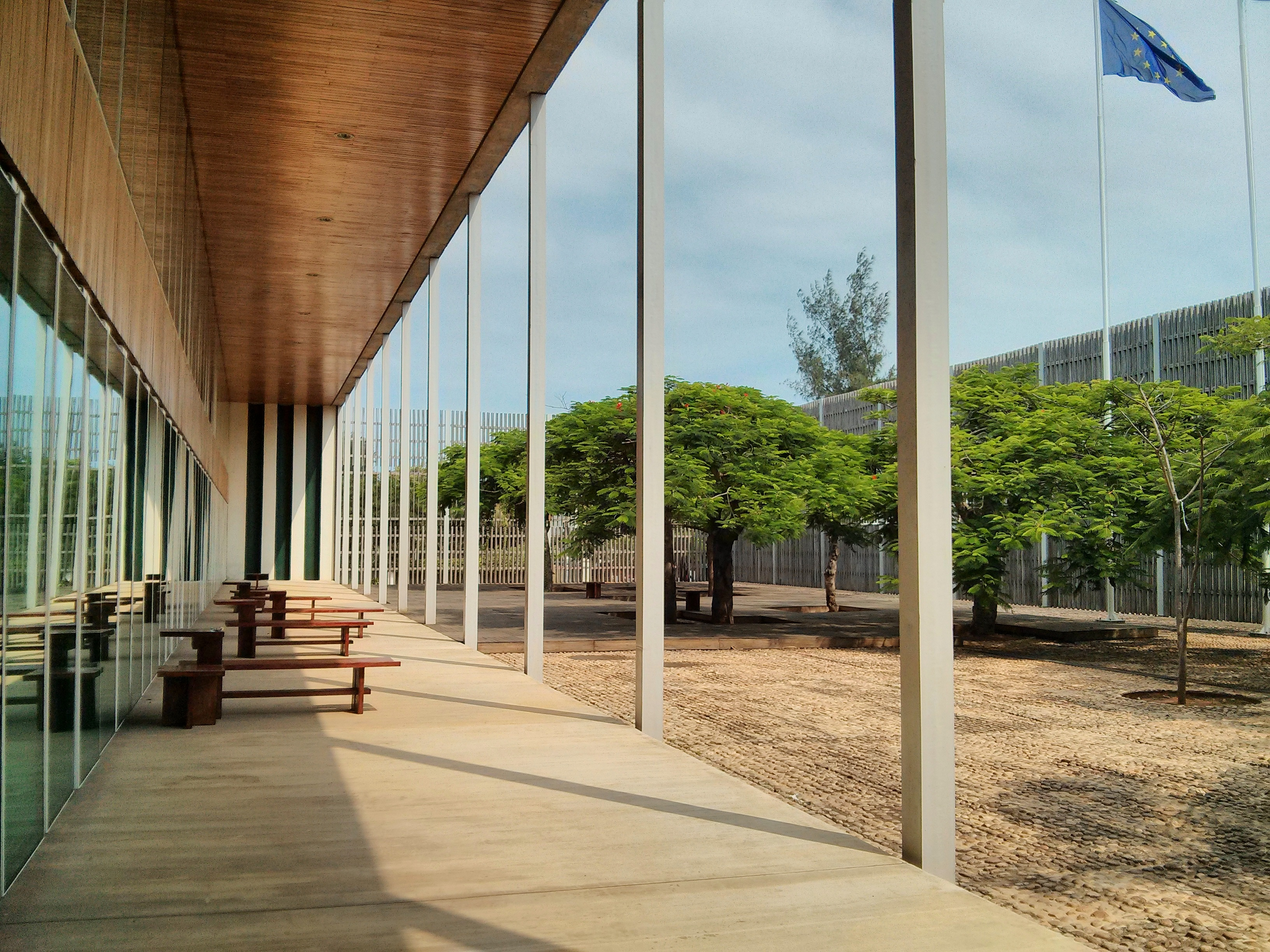
Blick in den Innenhof der Botschaft, links im Bild die südliche Bürofront

Die Botschaft des Königreichs der Niederlande in Maputo ist die diplomatische Vertretung der Niederlande, Arubas, Curaçaos und Sint Maartens in Mosambik. Sie befindet sich in der Avenida Kwame Nkrumah 324 im Stadtteil Sommerschield. Die aktuelle Botschafterin ist Pascalle Grotenhuis.

## Geschichte
Seit der Unabhängigkeit Mosambiks im Jahre 1975 bestehen diplomatische Beziehungen zwischen dem Königreich der Niederlande und der Republik Mosambik. Eine niederländische Botschaft gibt es in dem Land seit 1989.
1997 legte das niederländische Ministerium für Auswärtige Angelegenheiten ein Sonderprogramm zum Bau neuer Botschaftsgebäude auf, die insbesondere moderne niederländische Architektur zeigen und gleichzeitig sich den lokalen Gegebenheiten der Gastländer anpassen sollen. Neben Addis Abeba (Äthiopien), Dar-es-Salam (Tansania), Kairo (Ägypten) und Dakar (Senegal) wurde auch Maputo als Standort eines neuen Botschaftsgebäudes ausgewählt.
Am 16. April 1998 vergab das Außenministerium einen Auftrag an das Architektenbüro Claus en Kaan, wobei dieses den Ort selbst wählen durfte. Das Büro entschied sich für Maputo und erhielt somit den Auftrag, einen Entwurf für ein Gebäude zu erstellen, das Botschaft und Residenz vereinen sollte. Der Plan für ein gemeinsames Gebäude wurde jedoch im darauffolgenden Jahr verworfen. Gleichzeitig bestand auch der alternative Plan die bisherige Botschaft am nahegelegenen Parque dos Continuadores zu erweitern. Letztendlich reichte Claus En Kaan 2000 einen ersten Entwurf ein, dem 2001 ein überarbeiteter Entwurf folgte. Die Bauarbeiten für die neue Botschaften begannen im Mai 2002 und konnten nach gut 22 Monaten im Mai 2004 abgeschlossen werden. Die Kosten beliefen sich auf etwa 3,9 Millionen US-Dollar (zu damaliger Zeit etwa 3,2 Millionen Euro).

## Architektur
Das Gebäude mit einer Nutzfläche von 1897 m² hat die Form eines „L“, wobei der kurze Flügel aus einer Wand besteht und gleichzeitig einen überdachten Übergang zu den Botschaftsbüros bildet, die sich im längeren Flügel des Gebäudes befinden. Der Eingang zu den Räumlichkeiten befindet sich am Schnittpunkt der beiden Flügel. Das Gebäude selbst ist zweistöckig, auf der kühleren, komplett verglasten Südseite befinden sich die Büros mit 42 Arbeitsplätzen für die Botschaftsangestellten. Zwischen beiden Flügeln befindet sich der von Michael van Gessel gestaltete Innenhof der Botschaft. Zu zwei Seiten, zur Straße (südlich) und in östlicher Richtung ist dieser offen, wird jedoch von einem hohen, massiven, aus hölzernen Streben bestehenden Zaun abgegrenzt.
Von architektonischen Gesichtspunkten ausgehend bestand der Wunsch, die Botschaft in den städtebaulichen Kontext der Bebauung des Umfelds einzufügen. So unterscheidet sich das Gebäude zwar stark durch den sehr modernen Architekturstil, verwendet jedoch Materialien und Elemente, die auch im restlichen Maputo üblich sind: unverputzter Beton und tropisches Hartholz. Zudem sind im Hof 14 der in Maputo üblichen Flammenbäume (Delonix Regia) gepflanzt worden. Der offen gestaltete Hof soll gemeinsam mit den Flammenbäumen den Eindruck vermitteln, dass die Botschaft einen Teil der Stadt bilde. Gleichzeitig soll die sprichwörtliche niederländische Offenheit symbolisiert werden. Für die Innengestaltung wurde der portugiesische Architekt José Forjaz beauftragt. Des Weiteren entwarf Pieter Kusters einige dekorative Elemente für den Botschaftseingang.

## Aufgaben der Botschaft
Hauptsächlich dient die Botschaft der Repräsentation und der Vertretung der Interessen des Königreichs der Niederlande in Mosambik sowie als Anlaufstelle für die Bürger und Bürgerinnen des Königreichs. Des Weiteren ist die Botschaft Sitz der niederländischen Entwicklungszusammenarbeit, die Mosambik als eines ihrer Schwerpunktländer ausgewählt hat. Im Jahre 2010 führte die niederländische Entwicklungszusammenarbeit Projekte im Wert von mehr als 59 Millionen Euro in Mosambik aus.
Außerdem unterstützen zwei Honorarkonsulate, in Beira und Nampula, die Botschaft in konsularischen Angelegenheiten.